# Jurgi Oteo
Jurgi Oteo Gómez (Baracaldo, Vizcaya, 29 de agosto de 1996) es un futbolista español que juega como extremo.

## Trayectoria
Jurgi llegó a la cantera del Athletic Club con diez años, donde pasó dos años en uno de los equipos alevines antes de recibir la baja por su baja estatura. En 2011 regresó a la cantera rojiblanca tras tres campañas en el Santutxu. De cara a la temporada 2013-14 promocionó al Club Deportivo Basconia y, una campaña después, al Bilbao Athletic con el que logró el ascenso a Segunda División en junio de 2015. En su primera temporada en Segunda División logró un tanto en catorce encuentros y no pudo evitar el descenso de categoría. En la campaña 2016-17 fue uno de los jugadores más destacados del filial al lograr seis tantos, aunque el club decidió darle de baja guardándose una opción de repesca.
En julio de 2017 firmó por el Barakaldo Club de Fútbol, donde destacó con cinco tantos a las órdenes de Aitor Larrazabal. El Bilbao Athletic decidió repescarle de cara a la campaña 2018-19. Sin embargo, la poca participación le llevó a buscar una salida del filial en el mercado de invierno y regresó, ahora como cedido, al Barakaldo hasta final de temporada. Nuevamente tuvo un buen rendimiento en el club fabril al lograr tres goles.
El 8 de julio de 2019 fichó por el CE Sabadell, con el que firmó un contrato de una temporada. Tras lograr el ascenso con el cuadro arlequinado, regresó al Barakaldo CF por tercera vez. El 1 de febrero de 2021 rescindió su contrato con el conjunto baracaldés para firmar por el Arenas de Getxo.
El 10 de agosto de 2023 el C. D. Badajoz de Segunda Federación anunció su fichaje.Un año más tarde se marchó a la UD Barbastro de Segunda Federación.

## Selección nacional
Fue internacional sub-19 con la selección española, entre 2013 y 2014, en diez ocasiones en los que marcó un tanto.

## Clubes
| Club                      | País   | Año         |
| ------------------------- | ------ | ----------- |
| Club Deportivo Basconia   | España | 2013 - 2014 |
| Bilbao Athletic           | España | 2014 - 2017 |
| Barakaldo CF              | España | 2017 - 2018 |
| Bilbao Athletic           | España | 2018 - 2019 |
| Barakaldo CF (cedido)     | España | 2019        |
| CE Sabadell               | España | 2019 - 2020 |
| Barakaldo CF              | España | 2020 - 2021 |
| Arenas de Getxo           | España | 2021 - 2023 |
| C. D. Badajoz             | España | 2023 - 2024 |
| Unión Deportiva Barbastro | España | 2024 - 2025 |